# Formule van Cardano
De formule van Cardano is de wiskundige formule voor de oplossing van de gereduceerde vorm van een derdegraadsvergelijking. De formule werd voor het eerst in 1545 vermeld in het boek Ars magna van Girolamo Cardano (1501-1576), een Italiaanse arts, wiskundige en filosoof. De formule is ontdekt door Niccolò Tartaglia, en volgens Cardano zelfs nog vóór deze door Scipione del Ferro. Van de hand van Cardano is de methode om de algemene vorm van de derdegraadsvergelijking te reduceren tot het speciale geval waarop de formule voor de oplossing kan worden toegepast.
Het is dus een van de formules die er zijn voor het oplossen van vergelijkingen.

## Formule
Voor de gereduceerde derdegraadsvergelijking:
{\displaystyle x^{3}+px+q=0}
luidt de formule van Cardano voor de oplossing:
{\displaystyle x={\sqrt[{3}]{{\frac {-q}{2}}+{\sqrt {{\frac {q^{2}}{4}}+{\frac {p^{3}}{27}}}}}}+{\sqrt[{3}]{{\frac {-q}{2}}-{\sqrt {{\frac {q^{2}}{4}}+{\frac {p^{3}}{27}}}}}}}

## Herleiding algemene geval
De algemene (genormeerde) vorm van de derdegraadsvergelijking:
{\displaystyle x^{3}+ax^{2}+bx+c=0}
kan geschreven worden als:
{\displaystyle (x+{\tfrac {a}{3}})^{3}+(b-{\tfrac {1}{3}}a^{2})(x+{\tfrac {a}{3}})+{\tfrac {2}{27}}a^{3}-{\tfrac {1}{3}}ab+c=0},
dus in de eerder genoemde gereduceerde vorm:
{\displaystyle y^{3}+py+q=0}
met:
{\displaystyle y=x+{\tfrac {a}{3}}}, {\displaystyle p=b-{\tfrac {1}{3}}a^{2}} en {\displaystyle q={\tfrac {2}{27}}a^{3}-{\tfrac {1}{3}}ab+c}
waaruit de gereduceerde vorm van de formule volgt.
{\displaystyle y={\sqrt[{3}]{{\frac {-q}{2}}+{\sqrt {{\frac {q^{2}}{4}}+{\frac {p^{3}}{27}}}}}}+{\sqrt[{3}]{{\frac {-q}{2}}-{\sqrt {{\frac {q^{2}}{4}}+{\frac {p^{3}}{27}}}}}}}
De complete formule volgt na substitutie:
{\displaystyle x=-{\tfrac {a}{3}}+{\sqrt[{3}]{{\frac {-2a^{3}+9ab-27c}{54}}+{\sqrt {{\left({\frac {-2a^{3}+9ab-27c}{54}}\right)}^{2}-{\left({\frac {a^{2}-3b}{9}}\right)}^{3}}}}}}
{\displaystyle +{\sqrt[{3}]{{\frac {-2a^{3}+9ab-27c}{54}}-{\sqrt {{\left({\frac {-2a^{3}+9ab-27c}{54}}\right)}^{2}-{\left({\frac {a^{2}-3b}{9}}\right)}^{3}}}}}}

## Afleiding
Zonder verlies van algemeenheid kan de gereduceerde vorm geschreven worden als:
{\displaystyle x^{3}+3px-2q=0}
Dan heeft de formule voor de oplossing de overzichtelijker vorm:
{\displaystyle x={\sqrt[{3}]{q+{\sqrt {q^{2}+p^{3}}}}}+{\sqrt[{3}]{q-{\sqrt {q^{2}+p^{3}}}}}}
Hier is ook te zien, dat:
{\displaystyle x^{3}=\left(q+{\sqrt {q^{2}+p^{3}}}\right)+\left(q-{\sqrt {q^{2}+p^{3}}}\right)\,+\,3\,{\sqrt[{3}]{\left(q+{\sqrt {q^{2}+p^{3}}}\right)\left(q-{\sqrt {q^{2}+p^{3}}}\right)}}\left({\sqrt[{3}]{q+{\sqrt {q^{2}+p^{3}}}}}+{\sqrt[{3}]{q-{\sqrt {q^{2}+p^{3}}}}}\right)}
dus:
{\displaystyle x^{3}=2q+3{\sqrt[{3}]{-p^{3}}}\cdot x=2q-3px}
De 3 oplossingen worden verkregen door de substitutie {\displaystyle x=u+v} onder de nevenvoorwaarde {\displaystyle uv=-p}. Dan volgt: 
{\displaystyle 0=x^{3}+3px-2q=(u+v)^{3}+3p(u+v)-2q=u^{3}+v^{3}+3uv(u+v)+3p(u+v)-2q=u^{3}+v^{3}-2q}
Voor {\displaystyle u} en {\displaystyle v} geldt dus {\displaystyle u^{3}+v^{3}=2q} en {\displaystyle u^{3}v^{3}=-p^{3}}.
Volgens de formules van Viète zijn dan {\displaystyle u^{3}} en {\displaystyle v^{3}} oplossingen van de vergelijking:
{\displaystyle t^{2}-2qt-p^{3}=0},
dus:
{\displaystyle u={\sqrt[{3}]{q+{\sqrt {q^{2}+p^{3}}}}}}  en  {\displaystyle v={\sqrt[{3}]{q-{\sqrt {q^{2}+p^{3}}}}}}.
Met {\displaystyle u} en {\displaystyle v} voldoen ook de paren:
{\displaystyle (ue_{1},ve_{2})} en {\displaystyle (ue_{2},ve_{1})},
waarin
{\displaystyle e_{1}=-{\tfrac {1}{2}}(1-\mathrm {i} {\sqrt {3}}),e_{2}=-{\tfrac {1}{2}}(1+\mathrm {i} {\sqrt {3}})}
de beide derdemachts-eenheidswortels zijn.